# Greg Lansky
Greg Lansky (París, 12 de diciembre de 1982) es un empresario, director, fotógrafo y productor de cine pornográfico francés. En 2014, Lansky fundó Vixen Media Group y estableció sus galardonados estudios: Blacked, Tushy y Vixen.

## Carrera profesional
Formado profesionalmente como fotógrafo, comenzó su carrera en la industria pornográfica en 2005 gracias a la ayuda de su amigo, el actor pornográfico Mike Adriano, quien antes trabajaba en el sector inmobiliario mientras que Lansky estaba en las labores de producción para televisión. Ambos usaron sus contactos para grabar su primera película erótica, Slut Diaries, con Steve Holmes, Lisa Ann, Leah Luv, Kinzie Kenner, Holly Wellin y Courtney Simpson. Asistieron a la Feria Erótica Venus de Berlín más tarde ese año, donde intentaron vender su primera película. Fue en este evento donde conocieron a Scott Taylor, propietario de los estudios New Sensations.
Taylor le ofreció su primer contrato como director para su compañía, que aceptó, grabando diversos títulos tanto para New Sensations como para Digital Sin hasta 2007. Ese año abrió su propia productora y comenzó a trabajar como director y productor para trabajos web para la página Reality Kings.
En junio de 2015, lanzó otro estudio y sitio web de adultos llamado Tushy. En los Premios AVN de 2016 ganó el premio al Mejor estudio nuevo y otros tantos (hasta un total de 9) galardones gracias a la película Being Riley, protagonizada por Riley Reid.
En 2016 lanzó su tercer estudio web, Vixen. Esta iba a continuar la buena trayectoria de sus predecesoras y ganaría el Premio AVN en 2017 al Mejor nuevo estudio.
En 2019 compra los derechos de la productora de la actriz y directora Kayden Kross para crear a partir de aquí, y siguiendo la estética de Vixen, un nuevo estudio, llamado Deeper, del que Kross es la principal mánager.
Gracias a los estudios bajo su mando, que mantiene como director, fotógrafo, productor y jefe creativo, ha recibido numerosas nominaciones, premios y reconocimientos y ha permitido el lanzamiento de multitud de películas con las que se han dado a conocer nuevos valores del cine pornográfico. Inclusive, cuando en 2017 recibió el premio al Director del año, su discurso fue uno de los más reclamados y con más difusión gracias a su mensaje.
Hasta la actualidad, ha dirigido más de 900 películas.

## Estudios y sitios web
- Blacked: fundado en mayo de 2014 como estudio y sitio web, se especializa en escenas y películas de sexo interracial. En los Premios AVN de 2015, el estudio ganó sus dos primeros premios gracias a la película Dani Daniels Deeper,[10] concretamente Mejor lanzamiento interracial y Mejor escena de trío Mujer-Hombre-Mujer, por Dani Daniels, Rob Piper y Anikka Albrite. Un año después, Blacked ganó el Premio AVN a la Mejor página web.
  - Blacked Raw es una categoría independiente del estudio, que actúa como sello propio, desde octubre de 2017, ligada a continuar las escenas y actuaciones de sexo interracial, a las que se le añade una grabación al estilo gonzo.
- Tushy: lanzada en junio de 2015 como su predecesora, se especializa en películas de sexo anal. En los Premios AVN de 2016 obtuvo dos premios a la Mejor campaña de marketing y a la Mejor nueva marca. Uno de sus primeros trabajos fue Being Riley, que obtuvo numerosos reconocimientos. Al igual que Blacked, se alzó con el premio a la Mejor página web.
  - Tushy Raw es una categoría independiente del estudio, que actúa como sello propio, desde diciembre de 2018, ligada a continuar las escenas y actuaciones de sexo interracial, a las que se le añade una grabación al estilo gonzo.
- Vixen: nacida en julio de 2016, Lansky asegura que pretendía ser la evolución de las dos primeras para ofrecer una demanda y producción de mayor calidad.[11] En 2017, los AVN la reconocieron también con el premio a la Mejor campaña de marketing y Mejor nueva marca. Uno de sus primeros trabajos, Natural Beauties,[12] se llevó dos premios en esa edición a la Mejor antología y a la Mejor escena de sexo chico/chica por Kendra Sunderland y Mick Blue.
- Deeper: creado en abril de 2019 con base en la fusión del Grupo Vixen con la compañía de la actriz y directora Kayden Kross, que quedó como CEO y principal directora y ejecutiva del estudio. La marca queda influida por sus tres predecesoras, añadiendo a la cinematografía propia del estilo de Lansky una temática más oscura y con tintes del BDSM.[13]
- Slader: fundado en agosto de 2021 y dirigido a temática lésbica.
- Milfy: fundado en junio de 2023 y dirigido a temática MILF.
- Wifey: fundado en marzo de 2025 y dirigido a temática de hotwife o intercambio de parejas.

## Premios y nominaciones
| Año  | Ceremonia                 | Resultado | Premio                                         | Trabajo                  |
| ---- | ------------------------- | --------- | ---------------------------------------------- | ------------------------ |
| 2014 | Premios AVN               | Nominado  | Mejor director para web                        | —                        |
| 2014 | Premios XRCO              | Ganador   | Mejor director para web                        | —                        |
| 2015 | Premios AVN               | Nominado  | Mejor director para web                        | —                        |
| 2015 | Nightmoves                | Nominado  | Mejor director no protagonista                 | —                        |
| 2015 | Nightmoves Fan Awards     | Nominado  | Mejor director no protagonista                 | —                        |
| 2015 | Premios XRCO              | Nominado  | Mejor director no protagonista                 | —                        |
| 2015 | Premios XRCO              | Nominado  | Mejor director para web                        | —                        |
| 2015 | Premios XBIZ              | Nominado  | Director del año - Lanzamiento no protagonista | My First Interracial     |
| 2016 | Premios AVN               | Ganador   | Mejor cinematografía                           | Being Riley              |
| 2016 | Premios AVN               | Nominado  | Mejor director de película                     | Carter Cruise: Obsession |
| 2016 | Premios AVN               | Ganador   | Director del año                               | —                        |
| 2016 | Spank Bank Awards         | Ganador   | Director del año                               | —                        |
| 2016 | Premios XBIZ              | Nominado  | Director del año - Lanzamiento no protagonista | Miss Tushy               |
| 2016 | Premios XRCO              | Ganador   | Mejor director no protagonista                 | —                        |
| 2017 | Premios AVN               | Ganador   | Director del año                               | —                        |
| 2017 | Premios AVN               | Nominado  | Mejor cinematografía                           | Natural Beauties         |
| 2017 | Premios AVN               | Ganador   | Mejor director no protagonista                 | Natural Beauties 2       |
| 2017 | Spank Bank Awards         | Nominado  | Excellence in the Creation of Smut             | —                        |
| 2017 | Premios XBIZ              | Ganador   | Director no protagonista del año               | Anal Beauty              |
| 2017 | Premios XBIZ              | Nominado  | Director no protagonista del año               | First Anal               |
| 2017 | Premios XBIZ              | Nominado  | Director no protagonista del año               | Art of Anal Sex          |
| 2017 | Premios XRCO              | Ganador   | Mejor director no protagonista                 | —                        |
| 2018 | Premios AVN               | Ganador   | Director del año                               | —                        |
| 2018 | Premios AVN               | Nominado  | Mejor cinematografía                           | Lana                     |
| 2018 | Premios AVN               | Nominado  | Mejor director no protagonista                 | Young and Beautiful 3    |
| 2018 | Spank Bank Awards         | Nominado  | Master of Filth                                | —                        |
| 2018 | Spank Bank Awards         | Nominado  | Minstrel of Smut                               | —                        |
| 2018 | Premios XBIZ              | Nominado  | Director no protagonista del año               | —                        |
| 2019 | Spank Bank Awards         | Ganador   | Master of Filth                                | —                        |
| 2019 | Premios XBIZ              | Ganador   | Director no protagonista del año               | —                        |
| 2020 | Premios XBIZ - Exxecutive | Nominado  | Empresario del año                             | —                        |